# بيش العليا
بيش العليا هي قرية تقع في محافظة بيش التابعة لمنطقة جازان الواقعة جنوب غرب السعودية.

## نبذة
قرية بيش العليا تتبع محافظة بيش إدارياً، حيث تقع على بعد 5 كم إلى الشرق من المحافظة، ويبلغ عدد سكانها قرابة 1500 نسمة.
يمر وادي بيش من غربها وهو أكبر الأودية في جنوب السعودية، وفيه سد وادي بيش ثاني أكبر سد في السعودية.